# جف ویلبوش
جف ویلبوش (انگلیسی: Jeff Wilbusch؛ زادهٔ ۱۴ نوامبر ۱۹۸۷) بازیگر اهل اسرائیل است.
از فیلم‌ها یا برنامه‌های تلویزیونی که وی در آن نقش داشته‌است می‌توان به ناراست‌کیش اشاره کرد.